# Metanetiol
Metanetiol (også kendt som methylmercaptan eller methylmerkaptan) er en biogen organisk svovlforbindelse med den kemiske formel CH3SH.
Metanetiol er en farveløs gas med en karakteristisk rådden lugt. Det er et naturligt stof, der findes i blod, hjerne og afføring hos dyr (inklusive mennesker) såvel som i plantevæv. Lugten af skaldyr skyldes til dels også metanetiol. Metanetiol forekommer også naturligt i visse fødevarer, såsom nogle nødder og ost. Metanetiol er en af de kemiske forbindelser, der er ansvarlige for dårlig ånde og lugten af flatus (prut). Metanetiol er den enkleste tiol og forkortes nogle gange som MeSH. Det er meget brandfarligt.
Via forskning offentliggjort i 2024 fra University of East Anglia er det blevet afdækket, at plankton i verdenshavene producerer store mængder methanethiol, som efter oxidation, køler klimaet mere end dimethylsulfid (DMS).